# Laza Ristovski

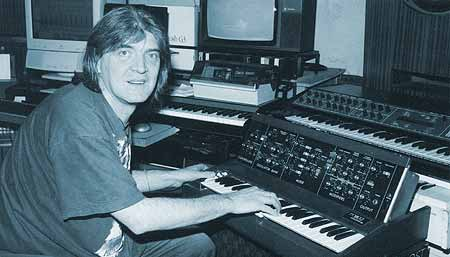
Laza Ristovski

Lazar „Laza“ Ristovski (kyrillisch Лаза Ристовски; * 23. Januar 1956 in Novi Pazar, Jugoslawien; † 6. Oktober 2007 in Belgrad) war ein serbischer Keyboarder, bekannt für seine Mitgliedschaft in den Rockbands Smak und Bijelo dugme, sowie für seine Solokarriere, in der er viele verschiedene Musikgenres abdeckte.

## Karriere

### Frühe Karriere
Bereits mit vierzehn Jahren gründete Ristovski seine erste Band mit Namen Bezimeni. Die Band nahm nur das Lied „Maštarenje“ auf, welches 1975 auf dem Album Veče uz Radio, einem Sampler verschiedener Künstler, veröffentlicht wurde. Als Bezimeni im Sommer 1974 in Bečići auftrat, war auch der bekannte Klarinettist Boki Milošević anwesend und wurde auf Ristovski aufmerksam. Auf Einladung von Milošević zog Ristovski nach Belgrad, um anschließend Mitglied des Orchesters von Milošević zu werden.

### Smak
Im Herbst 1974 begann Laza Ristovski mit der aus Kragujevac stammenden Progressive-Rock-Band Smak zu performen, wurde jedoch erst im Januar 1975 offizielles Bandmitglied. Zusammen mit Smak nahm er ihr Debütalbum Smak (1975), die EP Satelit (1976), Radomir Mihajlovićs erstes Soloalbum, RM Točak (1976) und mehrere Singles auf.

### Bijelo Dugme & Laza i Ipe
Im Oktober 1976 wurde Ristovski von Goran Bregović dazu bewegt sich der Band Bijelo Dugme anzuschließen, als diese bereit war ihr drittes Album aufzunehmen. Ristovski war ein Ersatz für den Keyboarder Vlado Pravdić, als dieser seinen Wehrdienst in der jugoslawischen Volksarmee zu leisten hatte. Mit Bijelo Dugme nahm er das Album Eto! Baš hoću! (1976) und das Live-Album Koncert kod Hajdučke česme (1977) auf.
Als Bregović im November 1977 seinen Wehrdienst leisten musste und die Band deswegen eine Pause einlegte, beschlossen Ristovski und Goran Ivandić, an einem Nebenprojekt zu arbeiten. Als Laza i Ipe nahmen sie im Februar und März 1978 in London das Album Stižemo auf.
Am 10. September, dem Tag, dem Tag der geplanten Veröffentlichung des Albums, wurden Goran Ivandić, Goran Kovačević und Ranko Boban wegen illegalen Drogenbesitzes verhaftet, wodurch die Zusammenarbeit zwischen Ristovski und Ivandić beendet wurde.

### Rückkehr zu Smak
Ende 1978 kehrte Ristovski zu Smak zurück und nahm 1980 gemeinsam mit der Band das Album Rok cirkus auf. Im selben Jahr veröffentlichte Ristovski sein Solo-Debüt, eine 7″-Single mit den Liedern Tražiš oproštaj und Andželika, beide komponiert von Tugomir Vidanović.
1981 nahm er mit Smak ein weiteres Album mit Namen Zašto ne volim sneg auf. Kurz nach der Veröffentlichung des Albums löste sich die Band auf.

### Solokarriere
Nachdem sich Smak aufgelöst hatte, beteiligte sich Ristovski 1982 an der Aufnahme des Soloalbums Iz profila des ehemaligen Smak-Sängers Boris Aranđelović. Ebenfalls 1982 veröffentlichte er sein Debüt-Soloalbum Merge, welches 1983 zum meistverkauften Instrumentalalbum in Jugoslawien wurde. Bis 1985 veröffentlichte er drei weitere Soloalben mit den Namen 2/3 (1983), Roses for a General (1984) und Vojnički dani (1984).

### Rückkehr zu Bijelo Dugme
1985 ging er zu Bijelo Dugme zurück und blieb dort bis zur Auflösung der Band 1989. Er veröffentlichte mit der Band die zwei Studioalben Pljuni i zapjevaj moja Jugoslavijo (1986) und Ćiribiribela (1988), sowie das Live-Album Mramor, kamen i željezo (1987). Nebenher nahm er auch gemeinsam mit dem Schlagzeuger Nenad Jelić das Album Opera (1986) auf.

### Osvajači & Smaks Wiedervereinigung
1990 wurde Ristovski Keyboarder der Band Osvajači und produzierte auch ihr Debütalbum Krv i led (1990).
1992 war Ristovski Teil der Smak-Wiedervereinigung und trat mit ihnen bei Konzerten in Kragujevac und Belgrad auf. Das erste Konzert in Belgrad führte zu dem Live-Album OdLIVEno (1992). Nach den Konzerten löste sich die Band trotz Pläne zur Aufnahme eines neuen Studioalbums wieder auf.

### Solokarriere und Bijelo Dugmes Wiedervereinigung
1993 veröffentlichte Ristovski mit Quit sein erstes Soloalbum seit 1986. 1994 nahm er mit Saša Lokner dem Keyboarder von Bajaga i Instruktori das Album Naos auf. Einige der Lieder auf Naos wurden von orthodoxer spiritueller Musik inspiriert. Im Jahr 2003 veröffentlichte er das Album Gondola und 2006 das Album Laza Ristovski Plays Simon & Garfunkel mit Instrumentalversionen einiger Lieder von Simon & Garfunkel.
Obwohl Ristovski wegen multipler Sklerose auf einen Rollstuhl angewiesen war, nahm er im Juni 2005 an drei Bijelo Dugme-Konzerten in Sarajevo, Zagreb und Belgrad teil, wodurch das Live-Album Turneja 2005 - Sarajevo, Zagreb, Beograd entstand.

### Tod
Ristovski starb am 6. Oktober 2007 nach einem langen Kampf gegen die multiple Sklerose in Belgrad.
Nach seinem Tod wurde 2008 ein posthumes Album mit Namen Drvo života veröffentlicht. Das Album, an dem Ristovski vor seinem Tod arbeitete, enthielt Gastauftritte von Dragi Jelić, Tijana Dapčević, Nikola Čuturilo und Mitgliedern von Del Arno Band, Igor Lazić, Dado Topić, Saša Ranđelović und einigen anderen Persönlichkeiten. Im Jahr 2008 veröffentlichte PGP-RTS zwei Compilation-Alben, eines mit Merge und 2/3 und das andere mit Vojnički dani und Roses for a General.
Am 9. November 2016 fand im Belgrader Sava Centar ein Konzert mit dem Titel Iza horizontala zu Ehren von Ristovski statt. Das Konzert beinhaltete Auftritte von Ristovskis ehemaligen Bandkollegen, Mitarbeitern und Freunden: Radomir Mihajlović „Točak“ und Slobodan Stojanović „Kepa“ (von Smak), Alen Islamović, Goran Bregović, Kiki Lesendrić und Piloti, Zana, Saša Lokner, Vasil Hadžimanov & Bistrik, Neverne bebe, Ognjen Radivojević, Kornelije Kovač, Nikola Čuturilo, Pera Joe, Bata Kostić, Dragan „Krle“ Jovanović (von Generacija 5) und viele weitere.

## Mitwirken
Ristovski beteiligte sich an mehr als eintausend Alben mit Rock-, Jazz- und Volksmusik. Er spielte Keyboards auf Alben von Slađana Milošević, Zana, Oliver Mandić, Raša Đelmaš, Dušan Prelević, Vatreni Poljubac, Rajko Kojić, Bilja Krstić, Željko Bebek, Milić Vukašinović, Leb i Sol, Aska, Seid Memić Vajta, Aerodrom, Boris Novković, Viktorija, Jura Stublić & Film, Nikola Čuturilo, Piloti, Bebi Dol, Galija, Balkan und vielen weiteren Interpreten. Während seiner Karriere arbeitete Ristovski mit internationalen Stars wie Falco und Richard Palmer-James zusammen. Anfang der 1980er Jahre war Ristovski Mitglied der Alvin Lee Band und spielte auf ihrer Tournee durch Jugoslawien und Ungarn. Er arbeitete auch mit dem RTB Jazz Orchestra zusammen.

## Filmmusik
Ristovski schrieb Musik für die Filme Lazar (1984), Zaboravljeni (1988), Hajde da se volimo 2 (1989), Violinski ključ (1990), Pokojnik (1990), A Holy Place (1990), Hajde da se volimo 3 (1990), Velika frka (1992), Mrav pešadinac (1993), Napadač (1993), Osmeh Margaret Jursenar (1993), Obračun u kazino kabareu (1993), Pretty Village, Pretty Flame (1996), und Impure Blood (1997).
Die Musik von Impure Blood wurde auf dem von 1997 erschienenen Album Muzika iz filma Nečista krv veröffentlicht. Er war einer der engsten Mitarbeiter von Goran Bregović in Bregovićs frühen Film-Soundtrack-Projekten.

## Auszeichnungen
Ristovski wurde elf Jahre hintereinander von jugoslawischen Musikmagazinen zum besten jugoslawischen Keyboarder gewählt. Auf dem Filmfestival 1984 in Sopot wurde Ristovski für den Soundtrack des Films Lazar ausgezeichnet. Er gewann auch die Goldene Medaille am 36. und 39. Animationsfilmfestival in Belgrad.

## Diskografie

### Smak

#### Studioalben
- 1975: Smak
- 1980: Rok circus
- 1981: Zašto ne volim sneg

#### EP
- 1976: Satelit

#### Live-Alben
- 1992: odLIVEno

#### Zusammenstellungen
- 1977: Ulazak u Harem / Plava pesma
- 1992: Smak: Retrospektiva
- 1995: The Best of Smak
- 1996: Star? Mlad. Večan?
- 2001: Istorija
- 2008: The Best of Smak

#### Singles
- 1975: Ulazak u harem / Sto ptica
- 1975: Ulazak u harem / Epitaf
- 1976: Ljudi nije fer / El dumo
- 1979: Smak Super 45
- 1980: Rok cirkus / Hirošima

### Bijelo Dugme

#### Studioalben
- 1976: Eto! Baš hoću!
- 1986: Pljuni i zapjevaj moja Jugoslavijo
- 1988: Ćiribiribela

#### Live-Alben
- 1978: Koncert kod Hajdučke česme
- 1988: Mramor, kamen i željezo
- 2005: Turneja 2005 - Sarajevo, Zagreb, Beograd

### Solokarriere

#### Studioalben
- 1978: Stižemo mit Goran Ivandić
- 1982: Merge
- 1983: 2/3
- 1984: Vojnički dani
- 1984: Roses for a General
- 1985: Opera mit Nenad Jelić
- 1993: Quit
- 1994: Naos mit Saša Lokner
- 1997: Muzika iz filma Nečista krv
- 2003: Gondola
- 2006: Laza Ristovski Plays Simon & Garfunkel

#### Posthume Studioalben
- 2008: Drvo života

#### Zusammenstellungen
- 1997: Svetlost u A-duru (Antologija)
- 2000: The Best Of Instrumental Works
- 2000: Platinum
- 2008: Merge + 2/3
- 2008: Vojnički Dani + Roses For A General

#### Singles
- 1980: Tražiš oproštaj / Andželika